# オットー・ヴァリン
オットー・ヴァリン（Otto Wallin、1990年11月21日 - ）は、スウェーデンのプロボクサー。ヴェステルノールランド県スンツヴァル出身。

## 来歴

### アマチュア時代
2009年、スウェーデンユース選手権にヘビー級で出場し、銅メダルを獲得した。
2010年、スウェーデンユース選手権にスーパーヘビー級で出場し、銀メダルを獲得した。また、同年のハーリンゲイ・ボックス・カップでは決勝でアンソニー・ジョシュアに判定で敗れ銀メダルを獲得した。
アマチュア時代の戦績は34勝12敗。

### プロ時代
2013年6月15日、プロデビュー戦を行い1回2分57秒TKO勝ち。
2017年4月22日、スンツヴァルのスンツヴァルズ・スポーツホールにてジャンルカ・マンドラスとWBAコンチネンタルヘビー級王座決定戦を行い、5回1分18秒TKO勝ちを収め王座獲得に成功した。
2018年4月21日、スンツヴァルのゲルデホフにてエイドリアン・グラナトとEBUおよびスウェーデンヘビー級王座決定戦を行い、12回3-0の判定勝ちを収め両王座獲得に成功した。
2019年9月14日、ラスベガスのT-モバイル・アリーナで元WBAスーパー・IBF・WBO世界ヘビー級統一王者タイソン・フューリーと対戦。3回に左フックでフューリーの右目尻に47針縫合するほどの裂傷を負わせ大流血に追い込むなど健闘したものの、12回0-3の判定負けでキャリア初黒星を喫した。この試合でフューリーは100万ドル（約1億円）、ヴァリンは25万ドル（約2700万円）のファイトマネーを稼いだ。
2023年9月30日、アンタルヤのレグナム・カリア・ホテルにてWBA世界ヘビー級11位のWBAインターコンチネンタル同級王者ムラト・ガシエフと対戦し、12回2-1の判定勝ちを収め王座獲得に成功した。
2023年12月23日、サウジアラビアのキングダム・アリーナにて元WBA・IBF・WBO世界ヘビー級王者アンソニー・ジョシュアと対戦し、5回終了後にヴァリンが棄権したため5回終了時TKO負けを喫した。
2024年7月26日、ニュージャージー州アトランティックシティのトロピカーナ・アトランティックシティでオノリオデ・エワリエメと対戦し、初回48秒KO勝ちを収め再起に成功した。
2024年11月27日、2025年2月8日にデレク・チゾラとIBF世界ヘビー級2位決定戦を行う予定であると発表。なおチゾラは当初ジャレル・ミラーと対戦する予定だったが、ミラーが自身のプロモーターであるドミトリー・サリタと対立した影響により欠場したため、ヴァリンが代役で出場することとなった。
2025年2月8日、マンチェスターのCo-op LiveでIBF世界ヘビー級9位のデレク・チゾラとIBF世界同級2位決定戦を行うも、1万3000人の観衆が詰めかけた試合は12回0-3（109-117、112-114、110-116）の判定負けを喫した。

## 戦績
- プロボクシング：31戦 27勝 (15KO) 3敗 1無効試合

| 戦           | 日付           | 勝敗 | 時間    | 内容    | 対戦相手                               | 国籍                     | 備考                                            |
| ------------ | -------------- | ---- | ------- | ------- | -------------------------------------- | ------------------------ | ----------------------------------------------- |
| 1            | 2013年6月15日  | ☆    | 1R 2:57 | TKO     | ローマン・チェルニー                   | カザフスタン             | プロデビュー戦                                  |
| 2            | 2013年9月7日   | ☆    | 2R 0:55 | TKO     | ワレリ・セミスクール                   | エストニア               |                                                 |
| 3            | 2013年10月26日 | ☆    | 3R 2:53 | TKO     | ガボール・ファルカス                   | ハンガリー               |                                                 |
| 4            | 2013年11月23日 | ☆    | 4R      | 判定    | トマス・ムラゼク                       | チェコ                   |                                                 |
| 5            | 2014年1月25日  | ☆    | 4R      | 判定    | フェレンツ・ザレク                     | ハンガリー               |                                                 |
| 6            | 2014年2月15日  | ☆    | 4R 1:00 | TKO     | ラディスラヴ・コヴァリク               | チェコ                   |                                                 |
| 7            | 2014年8月30日  | ☆    | 4R 2:50 | TKO     | マクシム・ペデュラ                     | ウクライナ               |                                                 |
| 8            | 2014年11月29日 | ☆    | 2R      | TKO     | ヴェコスラヴ・バジッチ                 | クロアチア               |                                                 |
| 9            | 2014年12月6日  | ☆    | 4R終了  | TKO     | イビツァ・ペルコヴィッチ               | クロアチア               |                                                 |
| 10           | 2015年3月14日  | ☆    | 2R 2:32 | TKO     | デビッド・ゲゲシゼ                     | ジョージア               |                                                 |
| 11           | 2015年5月2日   | ☆    | 4R 0:52 | KO      | ベカ・ロブヤニーゼ                     | ジョージア               |                                                 |
| 12           | 2015年6月20日  | ☆    | 2R 2:26 | KO      | アレックス・メジキン                   | ウクライナ               |                                                 |
| 13           | 2015年9月19日  | ☆    | 6R      | 判定3-0 | ウラジミール・ゴンチャロフ             | ロシア                   |                                                 |
| 14           | 2015年12月19日 | ☆    | 6R      | 判定3-0 | サミル・クルタギッチ                   | セルビア                 |                                                 |
| 15           | 2016年4月23日  | ☆    | 3R 0:35 | TKO     | イリネウ・ベアト・コスタ・ジュニオール | ブラジル                 |                                                 |
| 16           | 2016年9月10日  | ☆    | 8R      | 判定3-0 | オズボーン・マチマナ                   | 南アフリカ共和国         |                                                 |
| 17           | 2016年12月3日  | ☆    | 10R     | 判定3-0 | ハファエル・ズンバノ                   | ブラジル                 |                                                 |
| 18           | 2017年4月22日  | ☆    | 5R 1:18 | TKO     | ジャンルカ・アルマンドラス             | イタリア                 | WBAコンチネンタルヘビー級王座決定戦             |
| 19           | 2018年1月27日  | ☆    | 3R 1:01 | KO      | スルダン・ゴヴェダリカ                 | ボスニア・ヘルツェゴビナ |                                                 |
| 20           | 2018年4月21日  | ☆    | 12R     | 判定3-0 | エイドリアン・グラナト                 | スウェーデン             | EBU・スウェーデンヘビー級王座決定戦             |
| 21           | 2019年4月13日  | –    | 1R 終了 | NC      | ニック・キスナー                       | アメリカ合衆国           |                                                 |
| 22           | 2019年9月14日  | ★    | 12R     | 判定0-3 | タイソン・フューリー                   | イギリス                 |                                                 |
| 23           | 2020年8月15日  | ☆    | 5R 2:32 | TKO     | トラヴィス・カウフマン                 | アメリカ合衆国           |                                                 |
| 24           | 2021年2月20日  | ☆    | 12R     | 判定3-0 | ドミニク・ブラゼール                   | アメリカ合衆国           |                                                 |
| 25           | 2022年2月5日   | ☆    | 8R      | 判定    | カミル・ソコウォフスキ                 | ポーランド               |                                                 |
| 26           | 2022年5月26日  | ☆    | 10R     | 判定3-0 | ライデル・ブッカー                     | アメリカ合衆国           |                                                 |
| 27           | 2023年1月27日  | ☆    | 8R      | 判定3-0 | ヘラマン・オルギン                     | アメリカ合衆国           |                                                 |
| 28           | 2023年9月30日  | ☆    | 12R     | 判定2-1 | ムラト・ガシエフ                       | ロシア                   | WBAインターコンチネンタルヘビー級タイトルマッチ |
| 29           | 2023年12月23日 | ★    | 5R終了  | TKO     | アンソニー・ジョシュア                 | イギリス                 |                                                 |
| 30           | 2024年7月26日  | ☆    | 1R 0:48 | KO      | オノリオデ・エワリエメ                 | ナイジェリア             |                                                 |
| 31           | 2025年2月8日   | ★    | 12R     | 判定0-3 | デレク・チゾラ                         | イギリス                 | IBF世界ヘビー級2位決定戦                        |
| テンプレート |                |      |         |         |                                        |                          |                                                 |

## 獲得タイトル
- WBAコンチネンタルヘビー級王座
- EBUヘビー級王座
- スウェーデンヘビー級王座
- WBAインターコンチネンタルヘビー級王座